# Lomokankro
Lomokankro  è una città e sottoprefettura della Costa d'Avorio appartenente al dipartimento di Tiébissou. Conta una popolazione di 14 835 abitanti (censimento 2014).